# Autumn Classic International
Autumn Classic International – międzynarodowe zawody w łyżwiarstwie figurowym seniorów i juniorów rozgrywane w Kanadzie od 2014 r. W ramach zawodów rozgrywane są konkurencje solistów, solistek, par sportowych i par tanecznych. Od sezonu 2014/15 wchodzą w cykl zawodów Challenger Series (z wyjątkiem roku 2015) organizowanych przez Międzynarodową Unię Łyżwiarską.
W sezonie 2014/15 zawody nosiły nazwę Skate Canada Autumn Classic, od sezonu 2015/16 funkcjonuje nazwa Autumn Classic International.

## Medaliści w kategorii seniorów
CS: Challenger Series

### Soliści
| Rok     | Miasto      | Złoto                                      | Srebro                                     | Brąz                                       | Źr.                                        |
| ------- | ----------- | ------------------------------------------ | ------------------------------------------ | ------------------------------------------ | ------------------------------------------ |
| 2014 CS | Barrie      | Ross Miner                                 | Nam Nguyen                                 | Jeremy Ten                                 | [ 1 ]                                      |
| 2015    | Barrie      | Yuzuru Hanyū                               | Nam Nguyen                                 | Sean Rabbitt                               | [ 2 ]                                      |
| 2016 CS | Montreal    | Yuzuru Hanyū                               | Misza Ge                                   | Max Aaron                                  | [ 3 ]                                      |
| 2017 CS | Montreal    | Javier Fernández                           | Yuzuru Hanyū                               | Keegan Messing                             | [ 4 ]                                      |
| 2018 CS | Oakville    | Yuzuru Hanyū                               | Cha Jun-hwan                               | Roman Sadovsky                             | [ 5 ]                                      |
| 2019 CS | Oakville    | Yuzuru Hanyū                               | Kévin Aymoz                                | Keegan Messing                             | [ 6 ]                                      |
| 2020 CS | Oakville    | Zawody odwołano z powodu pandemii COVID-19 | Zawody odwołano z powodu pandemii COVID-19 | Zawody odwołano z powodu pandemii COVID-19 | Zawody odwołano z powodu pandemii COVID-19 |
| 2021    | Pierrefonds | Conrad Orzel                               | Bennet Toman                               | Beres Clements                             | [ 7 ]                                      |
| 2023 CS | Montreal    | Ilia Malinin                               | Kévin Aymoz                                | Stephen Gogolev                            | [ 8 ]                                      |

### Solistki
| Rok     | Miasto      | Złoto                                      | Srebro                                     | Brąz                                       | Źr.                                        |
| ------- | ----------- | ------------------------------------------ | ------------------------------------------ | ------------------------------------------ | ------------------------------------------ |
| 2014 CS | Barrie      | Gabrielle Daleman                          | Angela Wang                                | Julianne Séguin                            | [ 9 ]                                      |
| 2015    | Barrie      | Elizabiet Tursynbajewa                     | Haruka Imai                                | Angela Wang                                | [ 2 ]                                      |
| 2016 CS | Montreal    | Mirai Nagasu                               | Alaine Chartrand                           | Elizabiet Tursynbajewa                     | [ 10 ]                                     |
| 2017 CS | Montreal    | Kaetlyn Osmond                             | Mai Mihara                                 | Elizabiet Tursynbajewa                     | [ 11 ]                                     |
| 2018 CS | Oakville    | Bradie Tennell                             | Jewgienija Miedwiediewa                    | Maé-Bérénice Méité                         | [ 12 ]                                     |
| 2019 CS | Oakville    | Rika Kihira                                | Jewgienija Miedwiediewa                    | Lim Eun-soo                                | [ 13 ]                                     |
| 2020 CS | Oakville    | Zawody odwołano z powodu pandemii COVID-19 | Zawody odwołano z powodu pandemii COVID-19 | Zawody odwołano z powodu pandemii COVID-19 | Zawody odwołano z powodu pandemii COVID-19 |
| 2021 CS | Pierrefonds | Marilena Kitromilis                        | You Young                                  | Wi Seoyeong                                | [ 14 ]                                     |
| 2023 CS | Montreal    | Kaori Sakamoto                             | Kaiya Ruiter                               | Justine Miclette                           | [ 15 ]                                     |

### Pary sportowe
| Rok                                           | Miasto      | Złoto                                      | Srebro                                     | Brąz                                       | Źr.                                        |
| --------------------------------------------- | ----------- | ------------------------------------------ | ------------------------------------------ | ------------------------------------------ | ------------------------------------------ |
| 2014 CS                                       | Barrie      | Meagan Duhamel / Eric Radford              | Haven Denney / Brandon Frazier             | Jessica Calalang / Zack Sidhu              | [ 16 ]                                     |
| 2015                                          | Barrie      | Meagan Duhamel / Eric Radford              | Marissa Castelli / Mervin Tran             | Jessica Pfund / Joshua Santillan           | [ 2 ]                                      |
| 2016 CS                                       | Montreal    | Julianne Séguin / Charlie Bilodeau         | Vanessa James / Morgan Ciprès              | Marissa Castelli / Mervin Tran             | [ 17 ]                                     |
| 2017 CS                                       | Montreal    | Vanessa James / Morgan Ciprès              | Meagan Duhamel / Eric Radford              | Julianne Séguin / Charlie Bilodeau         | [ 18 ]                                     |
| 2018 CS                                       | Oakville    | Vanessa James / Morgan Ciprès              | Kirsten Moore-Towers / Michael Marinaro    | Haven Denney / Brandon Frazier             | [ 19 ]                                     |
| Konkurencja nie została rozegrana w 2019 roku |             |                                            |                                            |                                            |                                            |
| 2020 CS                                       | Oakville    | Zawody odwołano z powodu pandemii COVID-19 | Zawody odwołano z powodu pandemii COVID-19 | Zawody odwołano z powodu pandemii COVID-19 | Zawody odwołano z powodu pandemii COVID-19 |
| 2021 CS                                       | Pierrefonds | Riku Miura / Ryuichi Kihara                | Vanessa James / Eric Radford               | Ashley Cain-Gribble / Timothy LeDuc        | [ 20 ]                                     |
| 2023 CS                                       | Montreal    | Deanna Stellato-Dudek / Maxime Deschamps   | Riku Miura / Ryuichi Kihara                | Emmanuelle Proft / Nicolas Nadeau          | [ 21 ]                                     |

### Pary taneczne
| Rok     | Miasto      | Złoto                                      | Srebro                                     | Brąz                                         | Źr.                                        |
| ------- | ----------- | ------------------------------------------ | ------------------------------------------ | -------------------------------------------- | ------------------------------------------ |
| 2014 CS | Barrie      | Gabriella Papadakis / Guillaume Cizeron    | Piper Gilles / Paul Poirier                | Laurence Fournier Beaudry / Nikolaj Sørensen | [ 22 ]                                     |
| 2015    | Barrie      | Nicole Orford / Asher Hill                 | Andréanne Poulin / Marc-André Servant      | Karina Manta / Joseph Johnson                | [ 2 ]                                      |
| 2016 CS | Montreal    | Tessa Virtue / Scott Moir                  | Kaitlin Hawayek / Jean-Luc Baker           | Laurence Fournier Beaudry / Nikolaj Sørensen | [ 23 ]                                     |
| 2017 CS | Montreal    | Tessa Virtue / Scott Moir                  | Kaitlyn Weaver / Andrew Poje               | Piper Gilles / Paul Poirier                  | [ 24 ]                                     |
| 2018 CS | Oakville    | Kaitlyn Weaver / Andrew Poje               | Olivia Smart / Adrián Díaz                 | Carolane Soucisse / Shane Firus              | [ 25 ]                                     |
| 2019 CS | Oakville    | Piper Gilles / Paul Poirier                | Lilah Fear / Lewis Gibson                  | Marie-Jade Lauriault / Romain Le Gac         | [ 26 ]                                     |
| 2020 CS | Oakville    | Zawody odwołano z powodu pandemii COVID-19 | Zawody odwołano z powodu pandemii COVID-19 | Zawody odwołano z powodu pandemii COVID-19   | Zawody odwołano z powodu pandemii COVID-19 |
| 2021 CS | Pierrefonds | Piper Gilles / Paul Poirier                | Olivia Smart / Adrián Díaz                 | Caroline Green / Michael Parsons             | [ 27 ]                                     |
| 2023 CS | Montreal    | Eva Pate / Logan Bye                       | Jewgienija Łopariowa / Geoffrey Brissaud   | Hannah Lim / Ye Quan                         | [ 28 ]                                     |